# Acanthopelma beccarii
Acanthopelma beccarii är en spindelart som beskrevs av Lodovico di Caporiacco 1947. Acanthopelma beccarii ingår i släktet Acanthopelma och familjen fågelspindlar.
Artens utbredningsområde är Guyana. Inga underarter finns listade i Catalogue of Life.